# はこぶら
はこぶらは、2008年12月1日にオープンした函館市の公式観光情報サイト。2010年12月より、株式会社シンプルウェイおよびハコレコドットコム株式会社からなるシンプルウェイ・グループがサイト企画・運営を担当する。日本語と外国語7言語での情報提供を行い、Google、Yahoo!において、「函館　観光」キーワード検索順位トップ（2019年1月現在）。

## 歴史
- 2008年12月1日にサービスを開始。
- 2010年12月からシンプルウェイ・グループがサイトの企画・編集・運営の受託者となる。
- 2011年4月にサイトを全面的にリニューアル。
- 2012年4月に外国語ページを拡充[1]。
- 2013年7月以降閲覧数が急増[2]。
- 2015年11月、2015年の年間累計閲覧回数（ページビュー）が1000万回を超えたと発表[3]。
- 2017年4月に外国語サイトを全面的にリニューアル。

## コンテンツ

### 函館三大テーマ
夜景、美味、街歩きの3つのテーマに関するコラムを掲載。

#### 夜景
「函館山からの眺望」は、ミシュラン・グリーンガイド・ジャポン改訂第２版で三つ星として掲載されており、そのメインである夜景を、アクセスガイド、美しさの秘密、霧夜景、冬夜景、裏夜景、漁火夜景、朝夜景、夜景飛行、夜景を楽しむレストラン……と多角度から解説。

#### 美味
函館は自然の恵みをうけた豊富な食材に恵まれていることから、美食の街として有名。地元で高い評価を得ている飲食店やユニークな食材など地元発のグルメ情報を発信している。取り上げるテーマは、海鮮丼、マグロ、回転寿司、昆布など。

#### 街歩き
函館には江戸時代末期の開港以来の歴史が育んできた、教会、洋館など数多くのハイカラな建物や景色の美しい坂道がある。それらを歴史的建物、海辺のカフェなどのテーマで紹介している。
　

### スポットを探す
飲食店や観光スポット・土産品・温泉の情報などをカテゴリごとに掲載している。飲食店は、函館名物の海鮮丼、塩ラーメン、寿司、ソフトクリームをはじめ、和洋食の店、カフェ、居酒屋、ジンギスカンなど350件以上。観光スポットは、歴史的建造物、教会、寺、景勝地、史跡、博物館、温泉、体験観光、レジャー施設など360件以上、土産品は海産物、スイーツ、雑貨など100件以上を紹介（2019年1月現在）。

### あなたのテーマでディープな函館
スイーツ、教会、桜、紅葉、温泉、ウエディング、競馬、縄文、鉄道など、テーマ別に、函館観光を紹介している。

### 足をのばして欲張り旅
大沼、江差、松前、青森など、近郊の魅力的な観光地への、函館からの「スモールトリップ」を提案している。

### facebook,twitter,Instagram
季節の話題提供や、新規記事公開のお知らせなどの目的で、SNSを利用している。

### イベント情報
月別の観光ガイドや、年間の主要イベント一覧、これからのイベントのニュース配信など。

### 写真・動画・音ライブラリー
ユーザー投稿の写真、函館に関連する動画や音を集めて公開。フリーフォトライブラリーのリンク集もある。

### 8か国語対応
日本語の他に、英語・韓国語・中国語繁体、簡体、インドネシア語、マレーシア語、タイ語に対応している。